# Liste der Weltranglistensieger im Radball
In der Liste der Weltranglistensieger im Radball werden die Gewinner der Jahres-Weltrangliste genannt. Diese Rangliste wird von der UCI geführt. In der Weltrangliste werden Punkte für internationale und teilweise auch nationale Turniere vergeben und diese zusammengezählt. Am Anfang jedes Jahres startet jedes Team wieder bei null Punkten.

## Regeln und Punkteskala
Die einzelnen Weltranglisten werden gemäß den Regeln der UCI wie folgt errechnet:
- Weltmeisterschaften: 60 bis 1 Punkte für die ersten 25 Teams
- Weltcup / UCI A Event (a): 50 bis 4 Punkte für die ersten 15 Teams
- Kontinentale Meisterschaften und Cups (b): 40 bis 1 Punkte für die ersten 15 Teams
- Nationale Meisterschaft / UCI B Event (c): 30 bis 6 Punkte für die ersten 10 Teams

## Sieger
| Verein | Erster | Spieler |

| Verein | Zweiter | Spieler |

| Verein | Dritter | Spieler |